# Ořezávátko

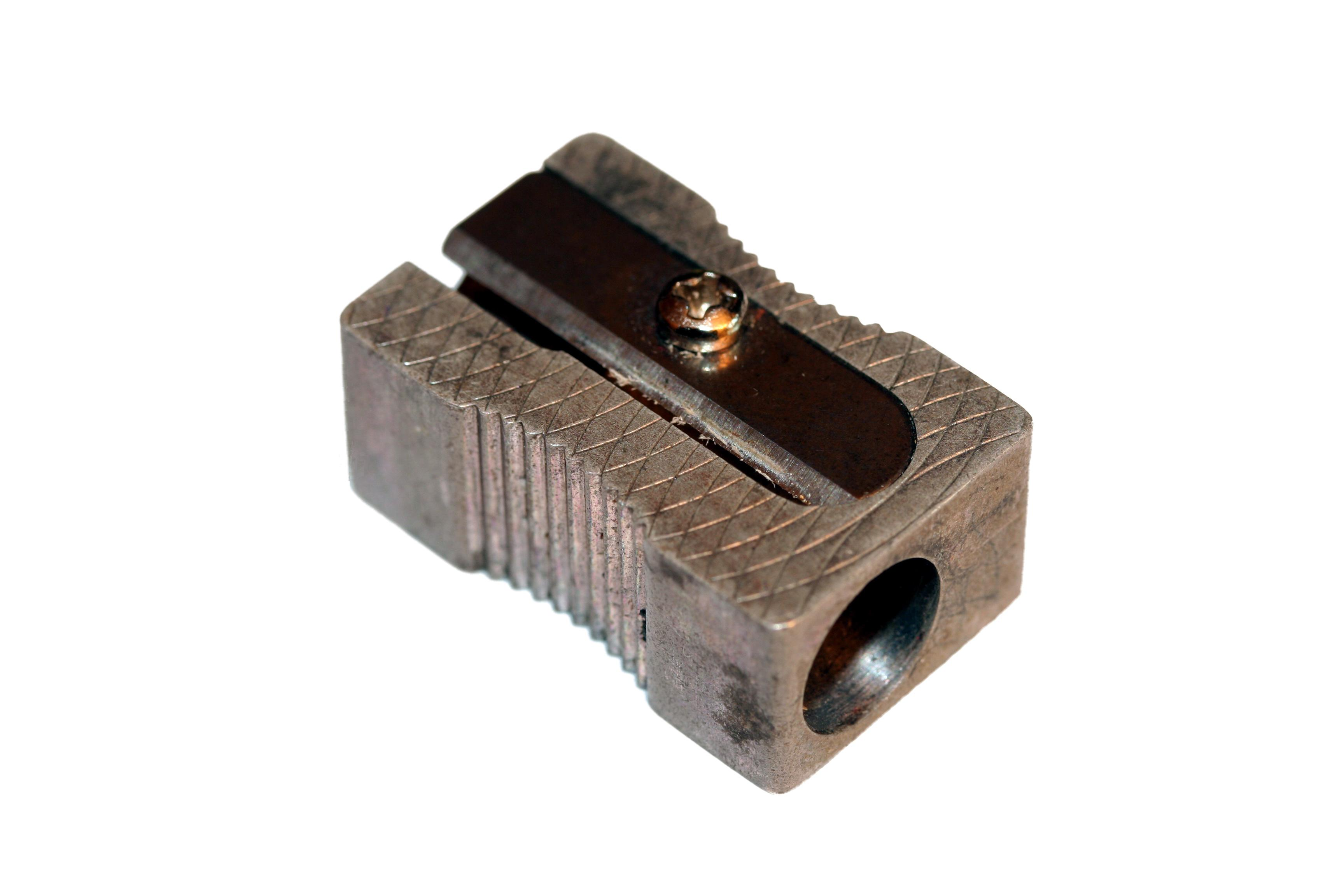
Běžné ořezávátko

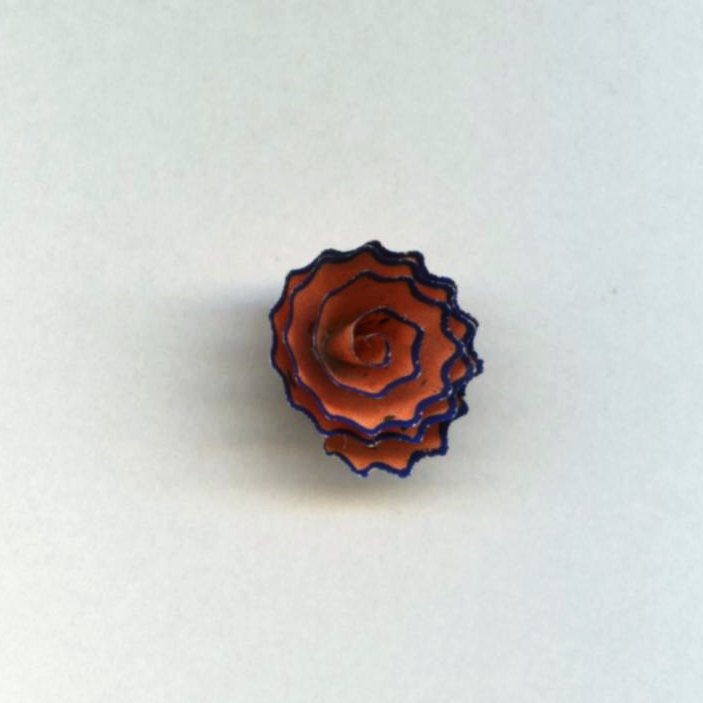
Ořezky

Ořezávátko, hovorově strouhátko, je pomůcka sloužící ke strouhání či ořezávání tužek a pastelek. Ořezáváním se obnovuje ostrý hrot tužky nebo pastelky.
Skládá se z těla, které může být plastové či kovové, s kuželovou dutinou a čepele, která zasahuje do kuželové dutiny. Někdy má ořezávátko i snímatelný kryt, sloužící jako zásobník na ořezané části (tzv. ořezky). Ořezávátko bývá častou součástí školních penálů.
Ořezávátko si jako svůj vynález 23. listopadu 1897 nechal patentovat John Lee Love patentem č. US 594,114.
Existuje také řada mechanických ořezávátek s ručním pohonem klikou nebo elektrickým pohonem na baterie.

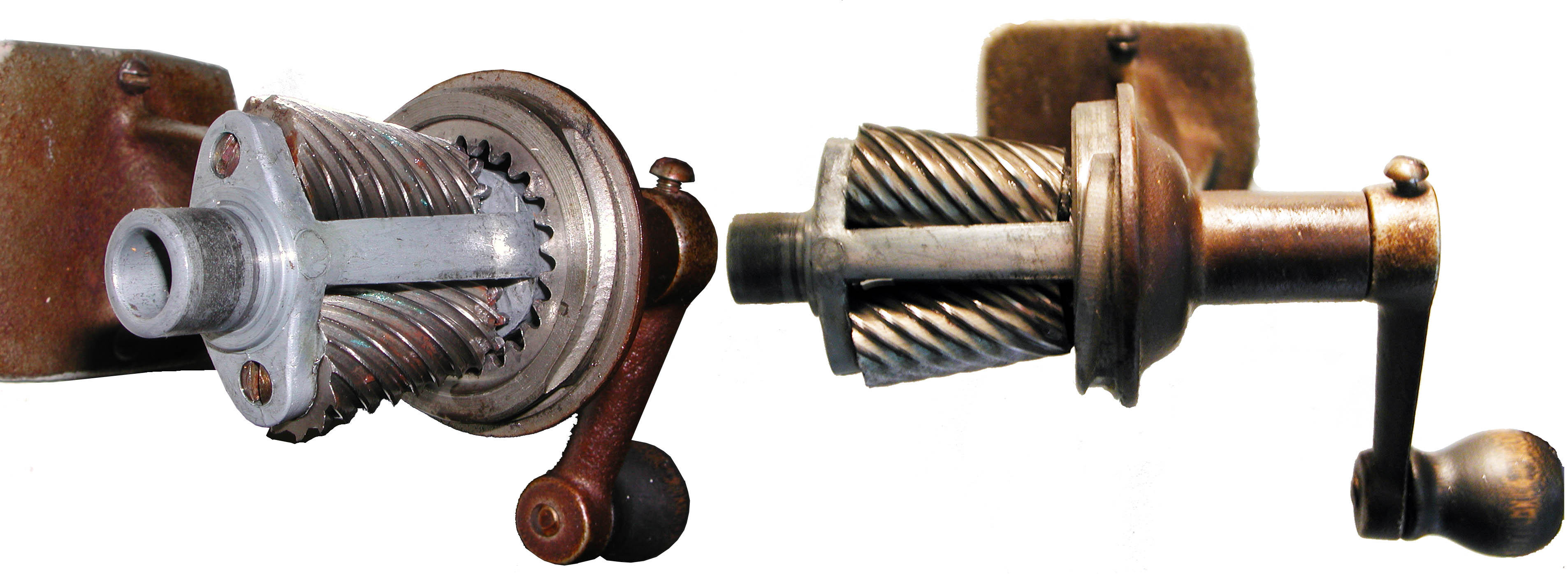
Mechanismus stolního ořezávátka s frézami